# Vunteni
Vunteni (en griego, Βούντενη) es un yacimiento arqueológico ubicado cerca de Patras, en Acaya, Grecia. Fue un asentamiento particularmente importante durante la época micénica.
El pueblo que da nombre a este yacimiento cambió su nombre en 1955 por el de Skioessa.

## Restos arqueológicos

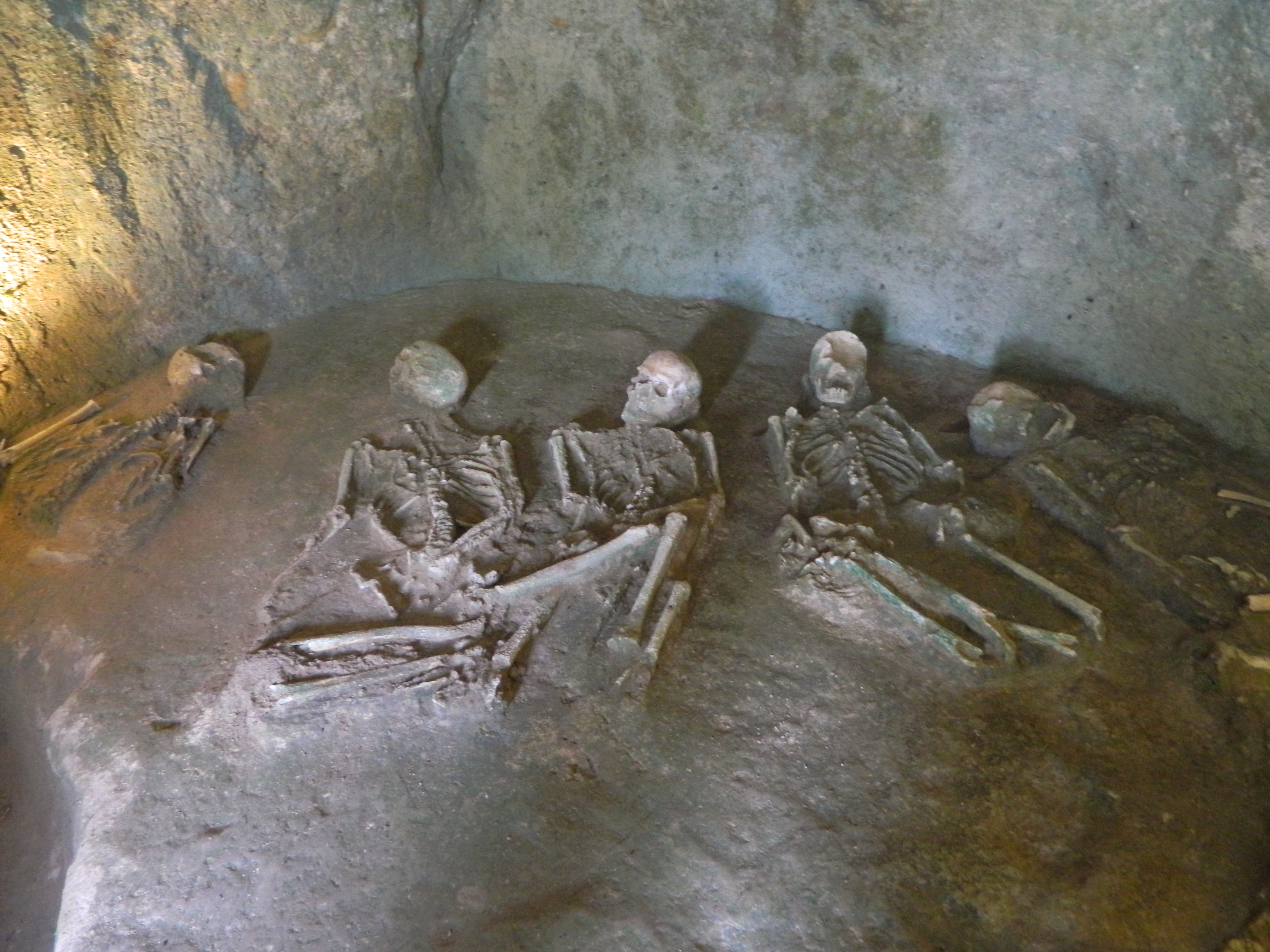
Esqueletos hallados en una tumba de Vunteni.

El sitio arqueológico fue excavado por primera vez en 1923 por Nikolaos Kyparissis, que halló varias tumbas de cámara  y posteriormente por Lázaros Kolonas entre 1988 y 1994 y también entre 2004 y 2007.    
El yacimiento arqueológico consta de un asentamiento que permaneció habitado aproximadamente entre los años 1500 y 1000 a. C. El lugar tenía acceso a tierras fértiles en las zonas bajas y costeras; el entorno montañoso favorecía el desarrollo de la ganadería y la caza y otro recurso natural abundante en la zona era la madera. Además de los restos micénicos también ha habido algunos hallazgos que pertenecen a los periodos arcaico y clásico.
Por otra parte, la necrópolis ocupa una superficie de 1,8 hectáreas y está organizada en una serie de terrazas. Este cementerio contiene una gran variedad de tumbas de cámara del periodo micénico. Entre ellas, destacan las números 4 y 75, por sus detalles arquitectónicos y por sus grandes dimensiones. El ajuar funerario de las tumbas estaba compuesto por joyas, objetos cotidianos, armas, herramientas y cerámica, cuyo estudio ha permitido deducir la existencia de contactos comerciales con otras zonas próximas del Peloponeso, y con lugares lejanos como Creta, Anatolia y Oriente Medio.